# 百子柜
“百子柜” 也称中药柜、中药橱、药柜子、药斗子，是无论大大小小中药店中都有的中草药储存柜，它是由几十甚至上百个抽屉组成，每个抽屉都是用来存放一到两种药材，一般设立在柜台后方贴墙摆放以方便掌柜抓药时转身就能容易抓取，是传统中药行不可或缺的美丽象征。

## 由来
传说三国时代神医华佗救人无数，他的病人们为了报答华佗的救命之恩，找了名匠仿效华佗随身携带的400多个中药布袋，设计了带有400多个抽屉的百子柜，送给华佗作礼物，从此以后凡是医者所用的中药柜都适用这个设计，流传千古成为现在世世代代中华民族的养生堡垒，集合几千年的中药保健精髓，百子柜扮演着非常重要的角色。
也有另一说法，故事与之大同小异，但故事主人公为药王孙思邈。